# Contratto preliminare
Contratto preliminare è un particolare contratto con il quale le parti in causa si obbligano vicendevolmente alla stipula di un futuro contratto (il contratto definitivo).
Ancorché il preliminare possa avere a oggetto qualunque contratto (si noti, però, che parte della dottrina nega la configurabilità del preliminare di donazione e di contratto associativo), nella pratica esso è adoperato in via quasi esclusiva per vincolare le parti alla stipula di contratti a effetti reali, come la vendita, la permuta o la locazione.

## Le parti
Le parti nel caso di contratto preliminare di compravendita sono: il promittente (ad es. il venditore) e il promissario (ad es. l'acquirente).

## La legislazione
Nel Codice Civile gli articoli che regolano il contratto preliminare sono:
- Art. 1351 - "Il contratto preliminare è nullo, se non è fatto nella stessa forma che la legge prescrive per il contratto definitivo".
- Art. 2645-bis Trascrizione di contratti preliminari.
- Art. 2775-bis Credito per mancata esecuzione di contratti preliminari.
- Art. 2825-bis Ipoteca sul bene oggetto di contratto preliminare.
- Art. 2932 - Esecuzione specifica dell'obbligo di concludere un contratto.

## L'inadempimento
Se una delle parti non vuole stipulare il contratto definitivo, l'altra parte, a seconda se vuole procedere o meno con l'affare in corso, può invocare il codice civile, e precisamente
- l'art. 2932 - Esecuzione specifica dell'obbligo di concludere un contratto, che così dispone: "Se colui che è obbligato a concludere un contratto non adempie l'obbligazione, l'altra parte, qualora sia possibile e non sia escluso dal titolo, può ottenere una sentenza che produca gli effetti del contratto non concluso Se si tratta di contratti che hanno per oggetto il trasferimento della proprietà di una cosa determinata o la costituzione o il trasferimento di un altro diritto, la domanda non può essere accolta, se la parte che l'ha proposta non esegue la sua prestazione o non ne fa offerta nei modi di legge, a meno che la prestazione non sia ancora esigibile".
- l'art. 1453 - Risolubilità del contratto per inadempimento, che così dispone: "Nei contratti con prestazioni corrispettive, quando uno dei contraenti non adempie le sue obbligazioni, l'altro può a sua scelta chiedere l'adempimento o la risoluzione del contratto, salvo, in ogni caso, il risarcimento del danno. La risoluzione può essere domandata anche quando il giudizio è stato promosso per ottenere l'adempimento; ma non può più chiedersi l'adempimento quando è stata domandata la risoluzione. Dalla data della domanda di risoluzione l'inadempiente non può più adempiere la propria obbligazione."

## Le garanzie
Altre forme di garanzia che troviamo nel codice civile:
- Caparra confirmatoria - Art. 1385, che così dispone: "Se al momento della conclusione del contratto una parte dà all'altra, a titolo di caparra, una somma di danaro o una quantità di altre cose fungibili, la caparra, in caso di adempimento, deve essere restituita o imputata alla prestazione dovuta. Se la parte che ha dato la caparra è inadempiente, l'altra può recedere dal contratto, ritenendo la caparra; se inadempiente è invece la parte che l'ha ricevuta, l'altra può recedere dal contratto ed esigere il doppio della caparra. Se però la parte che non è inadempiente preferisce domandare l'esecuzione o la risoluzione del contratto, il risarcimento del danno è regolato dalle norme generali".
- Caparra penitenziale - Art. 1386, che così dispone: "Se nel contratto è stipulato il diritto di recesso per una o per entrambe le parti, la caparra ha la sola funzione di corrispettivo del recesso. In questo caso, il recedente perde la caparra data o deve restituire il doppio di quella che ha ricevuta".

## Definizioni
- Ciò che si trasferisce con il preliminare è solo l'oggetto del possesso, ma non anche il possesso stesso che non si vende, né si cede, né si riceve per effetto di un negozio giuridico. Proprio in virtù di tale presupposto è stato ritenuto recentemente dalla Suprema Corte, che il preliminare non seguito dal definitivo non fa sorgere il diritto ad usucapire.
- Cauzione è il deposito di una somma di denaro o di titoli a garanzia dell'adempimento di un obbligo.
- Caparra è la somma di denaro o altro bene fungibile che una parte contraente versa all'altra quando viene stipulato un contratto, specie preliminare, a garanzia dell'adempimento o come penale in caso di recesso ingiustificato.

## Il termine per la stipula dell'atto definitivo
In giurisprudenza la fissazione del termine per la stipula del contratto definitivo non è considerata un requisito essenziale del preliminare, potendo le parti ricorrere alla disposizione dell'art. 1183 del Codice Civile o comunque potendone essere richiesta la fissazione al giudice.
Inoltre la mancanza del termine non determina l'invalidità del contratto preliminare. Le parti ricorrono al contratto preliminare quando, avendo determinato almeno i termini essenziali di un affare e avendolo trovato conveniente, intendono "fermarlo" e hanno interesse alla stipula del contratto definitivo. Questo avviene prevalentemente in due casi: 
- le parti si sono già accordate sugli elementi essenziali e intendono senz'altro vincolarsi, perché gli elementi non ancora discussi sono solo clausole accessorie.
- almeno una delle parti, pur essendo già giunta a una valutazione definitiva, vuole compiere alcuni accertamenti sui presupposti di validità e di regolarità del contratto.

## Preliminare a effetti anticipati
Con siffatto preliminare (da non confondere con il "compromesso" - locuzione utilizzata nella prassi impropriamente - che in realtà individua un contratto con il quale le parti realizzano già l'effetto, il trasferimento della proprietà, avendo già stabilito tutte le clausole contrattuali, e si impegnano a riprodurre il consenso già raggiunto in un'altra forma, di solito in un atto pubblico) le parti determinano, sin dal perfezionamento del negozio promissorio, la costituzione di alcuni effetti che competerebbero al definitivo; in particolare già dal preliminare sorgono le obbligazioni per il pagamento del prezzo - in tutto o in parte - e per la consegna della cosa.
In ordine al profilo funzionale della fattispecie appare congruo allo scopo pratico delle parti riconoscere al promissario acquirente un diritto personale di godimento sulla cosa anticipatamente consegnata. Rilevanti dubbi sussistono, tuttavia, in dottrina e in giurisprudenza sulla qualificazione della situazione di fatto determinata dalla consegna anticipata. Com'è noto, è possessore colui che esercita su una cosa un potere de facto eguale al contenuto di un diritto reale (corpus) unitamente alla sussistenza del cosiddetto animus possidendi; è invece solamente detentore colui che esercita un simile potere in assenza del menzionato animus.
L'animus possidendi consiste nell'intenzione di esercitare i poteri come un proprietario (uti dominus), pur riconoscendo che la cosa è di altri. Ciò implica che tale intento sembrerebbe non accompagnare il promissario acquirente, il quale, stipulando un contratto a effetti obbligatori inidoneo al trasferimento della proprietà, non manifesta siffatto animus. Ne consegue che il promissario acquirente immesso nel godimento dovrebbe essere considerato quale semplice detentore, cosicché a lui competa la sola azione di "spoglio", e non anche quella di "manutenzione" del bene.
Una simile conclusione, appare inoltre coerente con l'affermazione secondo cui la menzionata parte acquista medio tempore un diritto personale di godimento sulla cosa oggetto di preliminare. Tuttavia si potrebbe anche dedurre, in senso contrario, che il promissario acquirente, stipulando un contratto il cui esito finale e obbligatorio conduce all'acquisto della proprietà, non abbia in animo né manifesti l'intento di restituire la cosa ricevuta. In ragione della obbligatorietà del trasferimento già programmato dal preliminare potrebbe allora anche ritenersi che la menzionata parte sia assistita, in via anticipata, da siffatto animus.
Ne consegue che il promissario acquirente immesso nel godimento dovrebbe essere giudicato quale possessore, sì che a lui competerebbero sia l'azione di spoglio sia quella di manutenzione.